# Stella Arbenina
Stella Arbenina (nasceu Stella Zoe Whishaw; 27 de setembro de 1885 – 26 de abril de 1976) foi uma atriz de cinema britânica nascida na Rússia. Ela nasceu em São Petersburgo, na Rússia e faleceu em Londres, na Inglaterra.

## Filmografia selecionada

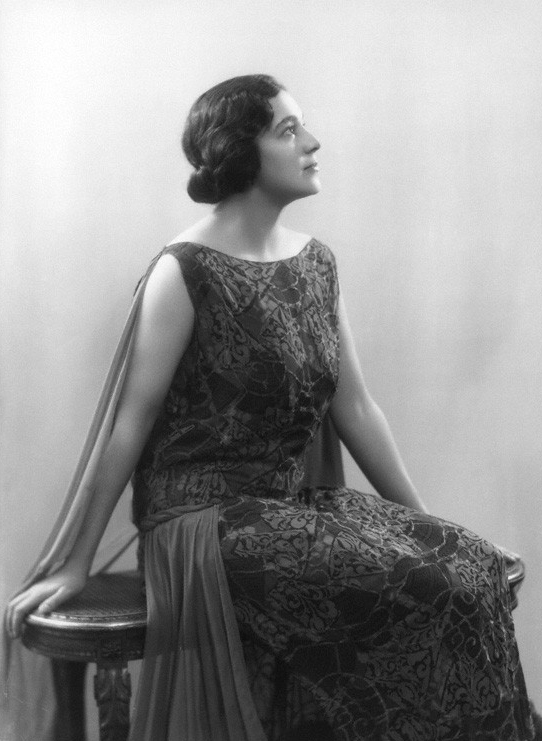
Stella Arbenina, 1923

- The Last Witness (1925)
- The Secret Kingdom (1925)
- A Woman Redeemed (1927)
- Stamboul (1931)
- What Happened Then? (1934)
- Colonel Blood (1934)
- Fine Feathers (1937)